# Varades
Varades (in bretone Gwared) è un comune francese soppresso e comune delegato del dipartimento della Loira Atlantica nella regione dei Paesi della Loira. Dal 1º gennaio 2016 si è fuso con i comuni di La Chapelle-Saint-Sauveur, La Rouxière e Belligné per formare il nuovo comune di Loireauxence.

## Storia

### Simboli
Lo stemma è stato adottato il 2 novembre 1971 e riprende il blasone della famiglia de Varades.

## Società

### Evoluzione demografica
Abitanti censiti